# Padul
Padul ist eine Gemeinde in der Provinz Granada in Spanien, 13 Kilometer von Granada entfernt. Seit dem Bekanntwerden des Fundes der Überreste eines Mammuts im Jahre 2005 nennt sich die Stadt auch Villa del Mamut ('Mammutdorf').

## Lage
Padul liegt auf 744 m Höhe am Rande des Morasts des Padul-Tals und wird von den Orten Alhendín, Villa de Otura, Dílar, Dúrcal, Villamena, Albuñuelas und Jayena umgeben.

## Geschichte
Der Erstbeleg des Ortsnamens stammt aus dem 14. Jahrhundert und findet sich als al-Badul bei Ibn al-Ḫaṭīb. Das Toponym scheint aber auf die Römerzeit zurückzugehen und wird metathetisch auf das lateinische Wort für Sumpf, palus, im Akkusativ paludem, zurückgeführt.

## Sehenswürdigkeiten

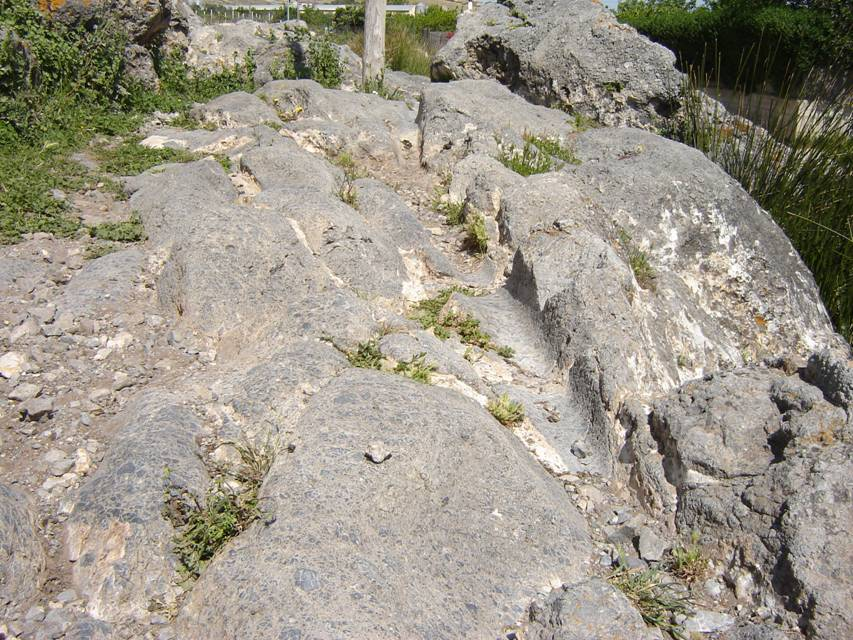
Römerstraße

- Vogelschutzgebiet Laguna de Padul mit Ruta del Mamut, nach den 2005 dort aufgefundenen Überresten eines Mammuts
- Casa Grande (16. Jahrhundert): Der Palast diente als Schauplatz für den Film Der Kampf (The Long Duell) mit Yul Brynner
- Kirche Santa María la Mayor (16. bis 18. Jahrhundert)
- Kapelle des Heiligen Sebastian (18. Jahrhundert)
- Quelle der fünf Rohre (Lavadero) (16. bis 19. Jahrhundert)
- Römerstraße: Reste einer römischen Straße, die die Städte Iliberis (Granada) und Sexi (Almuñécar), bei Los Molinos verbannt.
- Schleifspuren finden sich auch in Castellar de Meca.

## Söhne und Töchter
- Edouard Martin (* 1963), französischer Politiker